# Вши
Вши (лат. Anoplura), раньше известные как лат. Siphunculata) — подотряд мелких облигатных эктопаразитов, отряда пухоедовых (Phthiraptera). Ротовые органы вшей приспособлены для прокалывания кожи животного-хозяина и всасывания крови. Вши — узкоспециализированные паразиты, они живут только на одном или на некоторых родственных видах животных. Эта особенность вшей в некоторых случаях даёт возможность выяснить близость видов хозяев-носителей. Размножаются вши по типу неполного превращения, проходя три личиночных стадии. Весь жизненный цикл вши проделывают на определённом хозяине. Вши, например, вошь человеческая  (Pediculus humanus), являются переносчиками таких опасных заболеваний, как сыпной и возвратный тиф, педикулез. Распространены по всему миру.

## Описание
От 0,4 до 6 мм, с маленькой головой и грудью, но большим брюшком, крылья редуцированы (уменьшены в размере). Утрата крыльев, вероятно, является следствием перехода к паразитическому образу жизни. Грудь заметно отделена от головы, все её сегменты слиты. Вши питаются кровью.
Ротовой колюще-сосущий аппарат представлен двумя колющими иглами (стилетами), которые заключены в мягкую, выворачивающуюся наружу трубку с венцом заякоривающихся крючков для укрепления на коже хозяина. Когда вошь не питается, хоботок, образующий ротовые органы, втягивается в головную капсулу. Слюнные железы сильно развиты. Слюна препятствует свёртыванию крови, вызывая раздражение кожи у животного-хозяина, сопровождающееся зудом. При сосании передний отдел пищевода расширяется и работает как насос.
К волосам хозяина вошь крепится тремя парами сильных и цепких одночлениковых ножек. Ножки снабжены крупными серповидными коготками, голень короткая. Насекомые удерживаются на теле хозяина, захватывая ножкой волос и прижимая коготок к выемке на голени.
Глаз у вшей либо вообще нет, либо они представлены двумя пигментными пятнами — простыми глазами. Вши ориентируются не с помощью зрения, а с помощью обоняния. Запах улавливают короткие усики.
Срок жизни вшей в среднем 38 дней. Самка откладывает несколько сотен яиц — гнид, приклеивая их к волосам или нитям одежды при помощи выделяемой ею клейкой массы. Зародышевое развитие при +36…+37 °C занимает 4—8 дней, при +23 °C — 16 дней; при температуре ниже +22 °C и выше +40 °C личинки не вылупляются. При температуре +10…+20 °C вши могут около 10 дней обходиться без пищи. При температуре свыше +44 °C вши начинают гибнуть.

## История
Вши — постоянные спутники стихийных и социальных бедствий. В условиях, когда людям приходится жить скученно и нет возможности соблюдать элементарную гигиену, вши плодятся в огромных количествах.
Эпидемии тифа, переносимого вшами, уносили в прежние времена множество жизней. Только в Русско-турецкую войну 1768—1774 годов, как сообщает известный зоолог Меркурий Сергеевич Гиляров, от сыпного тифа погибло больше людей, чем от ран, полученных в сражениях.

## Лечение и профилактика
Количество случаев заражения головным педикулёзом возросло по всему миру с середины 1960-х гг, достигая сотен миллионов ежегодно. По данным 2000 года в США ежегодно лечатся от головных вшей около 14 миллионов человек, в основном дети. При этом только у небольшой доли лечащихся есть объективные признаки существующего заражения. Не существует препаратов или методов, которые дают 100%-ю гарантию уничтожения яиц и вылупившихся вшей после однократного лечения. В то же время есть немало методов профилактики, которые можно использовать с разной степенью успеха. Эти методы включают химическую обработку, натуральные продукты, расчёски, бритьё, горячий воздух, силиконовые лосьоны и этанол (этиловый спирт).
Для лечения педикулёза обычно используют лосьон перметрин.

## В культуре

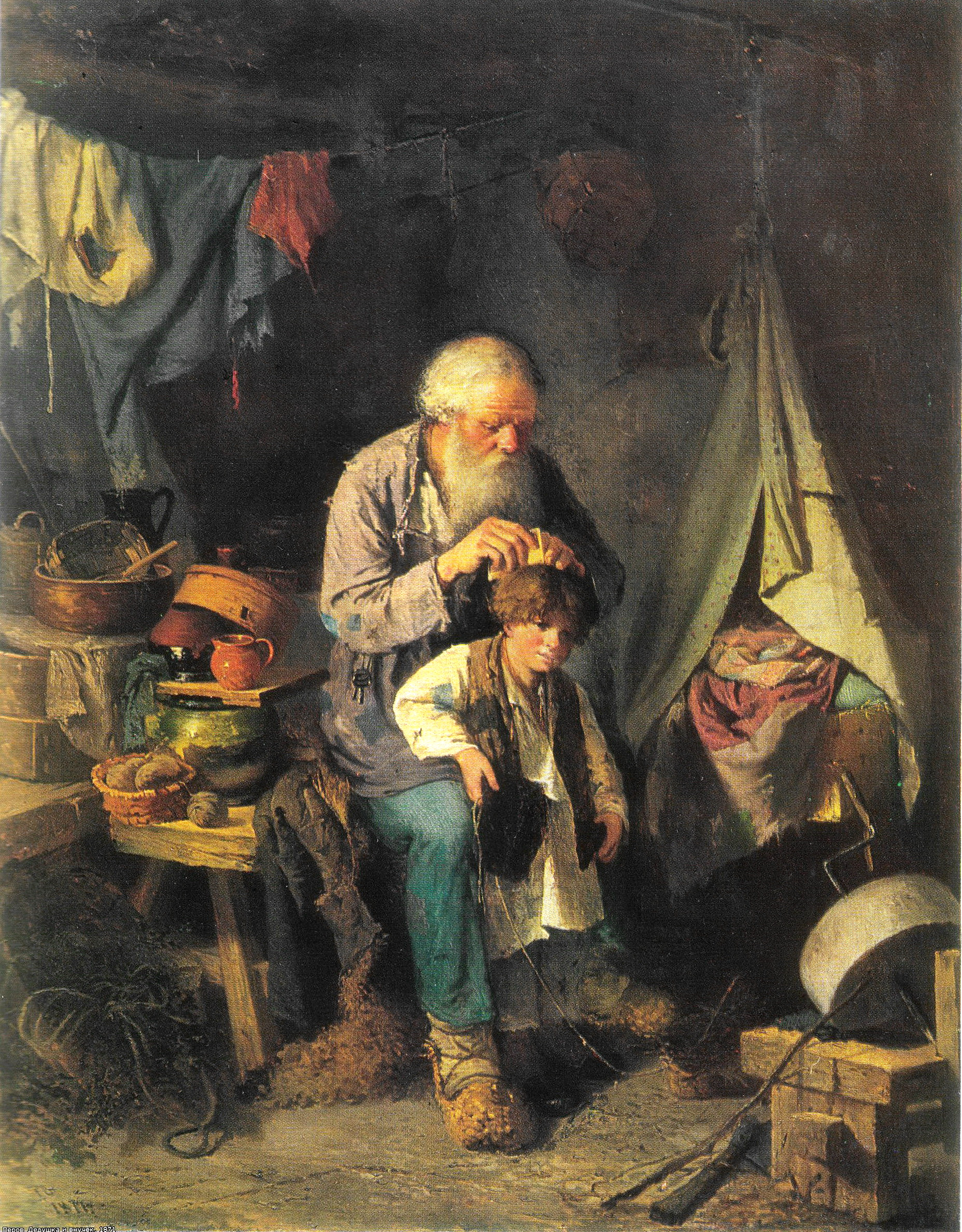
В. Г. Перов Дедушка и внучек (1871)

- По верованиям древних китайцев, после смерти первочеловека-великана Пань-гу паразиты, жившие на его теле, превратились в людей[13].
- В сказке братьев Гримм «Вошка и блошка» вошь является причиной наводнения.
- По украинским и белорусским поверьям вшей выпросили у Бога женщины, которые от скуки не знали, чем бы ещё заняться. Среди русского простонародья человек, имеющий много вшей, считался счастливым и удачливым. Это нашло своё отражение в пословицах и поговорках, ныне иронических: «Богата как вошь рогата», «Есть вошь, так будет и грош»[14].
- Согласно соннику Миллера, увидеть во сне вошь означало всяческие беды, неприятности и печаль[15], по славянским суевериям, напротив, вши снились к деньгам и богатству[14].
- «Около ста лет тому назад при помощи этого насекомого у шведов в Граденбурге проходили выборы бургомистра, — пишет Павел Иустинович Мариковский. — Претенденты на эту должность садились вокруг стола и клали на него бороды. Посередине стола помещалась вошь. Бургомистром избирался тот, на чью бороду она заползала»[5][6]. Следует отметить, что данный анекдот никогда не был подтверждён и является некритичным переводом анекдота из сборника «Curious facts in the history of insects; including spiders and scorpions. A complete collection of the legends, superstitions, beliefs, and ominous signs connected with insects; together with their uses in medicine, art, and as food; and a summary of their remarkable injuries and appearances» (Frank Сowan. Philadelphia, 1865)
- Г. К. Честертон (1874—1936) в социальном эссе «О вшах, волосах и власти» затронул английское постановление, запрещающее девочкам из бедных семей отпускать волосы, чтобы не завелись вши. При этом автором осуждалось нежелание правительства бороться с настоящей причиной появления паразитов: увеличенные школьные группы для детей бедняков и высокие налоги, заставляющие их родителей жить в антисанитарных условиях[16].
- Слово «вошь» входит в базовый и универсальный для всех языков список Сводеша под номером 48.